# Bactrocera areolata
Bactrocera areolata
 es una especie de díptero que Walker describió por primera vez en 1861. Bactrocera areolata pertenece al género Bactrocera de la familia Tephritidae.